# Kristina Mladenovic

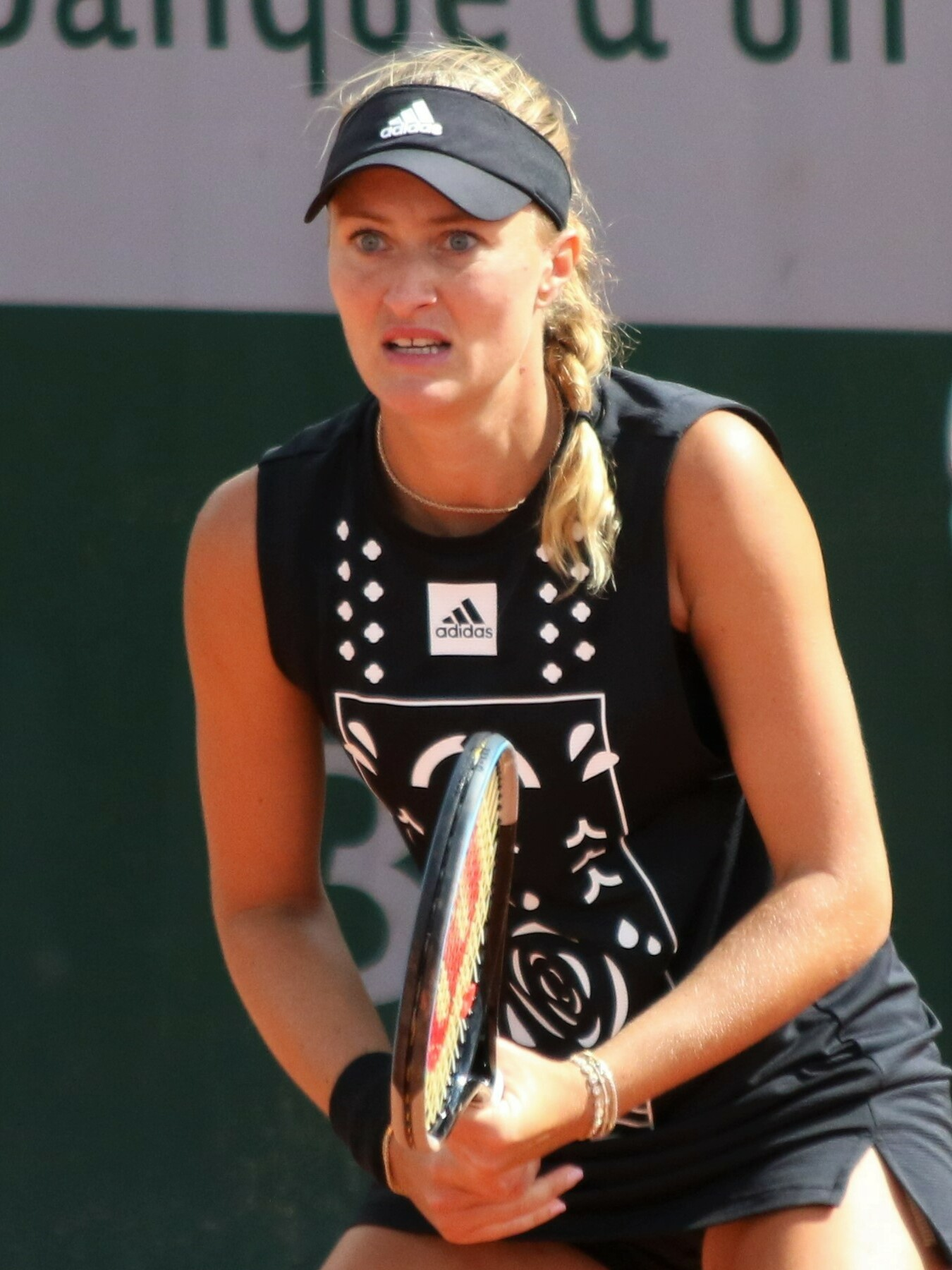
Roland Garros 2022

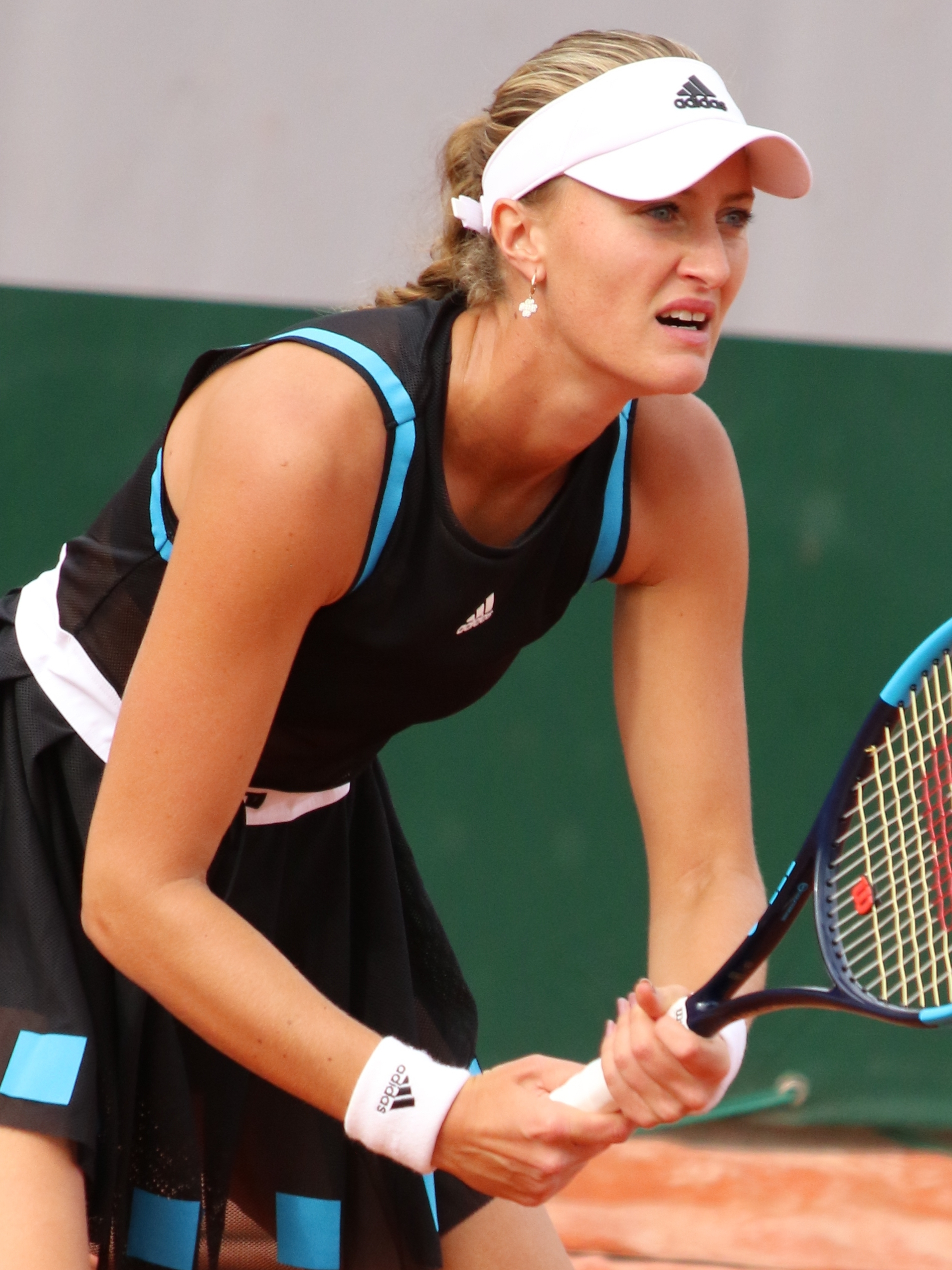
Roland Garros 2019

Kristina Mladenovic (Servisch: Кристина Младеновић, Kristina Mladenović) (Saint-Pol-sur-Mer, 14 mei 1993) is een professioneel tennisspeelster uit Frankrijk. Mladenovic begon met tennis toen zij zeven jaar oud was. Haar favoriete ondergrond is gras. Zij speelt rechtshandig en heeft een tweehandige backhand. Zij is actief in het internationale tennis sinds 2007.

## Persoonlijk
Mladenovic is van Servische (vader) en Bosnische (moeder) origine. Hierdoor spreekt zij Servisch, Frans en Engels. Haar vader Dragan was een professioneel handballer, haar moeder een professioneel volleybalspeelster. Moeder Dzenita is haar coach.

## Loopbaan
In mei 2006 begon zij bij de junioren. Bij de junioren won zij in 2009 de finale van Roland Garros – daarmee bereikte zij de eerste plaats op de wereldranglijst van junioren.
In september 2007 begon zij op het ITF-toernooicircuit. Daarin won zij zes titels in het enkelspel en elf in het dubbelspel.
Ook op de WTA-tour is zij in het dubbelspel succesvoller dan in het enkelspel. In 2012 won zij drie dubbelspeltitels en een enkelspeltitel. In 2013 kwamen daar nog een verloren en vijf gewonnen dubbelspelfinales bij, alsmede een titel en een verloren grandslamfinale in het gemengd dubbelspel.
In 2014 volgde een tweede titel in het gemengd dubbelspel en haar negende in het vrouwendubbelspel. In het enkelspel behaalde zij één titel: op het WTA-toernooi van Taipei 2012. Haar mooiste overwinning boekte zij op het WTA-toernooi van Birmingham 2015 – daar versloeg zij de nummer drie van de wereld Simona Halep.
In 2016 won zij, samen met landgenote Caroline Garcia, de dubbelspeltitels van Charleston, Stuttgart, Madrid en Roland Garros (haar eerste grandslamtitel). In oktober 2016 bereikte zij de tweede plaats op de wereldranglijst in het dubbelspel.
Mladenovic begon het jaar 2017 met het winnen van de Hopman Cup, samen met Richard Gasquet. Vier weken later won zij haar eerste Premier-titel, in Sint-Petersburg, waar zij als ongeplaatste speelster twee reekshoofden versloeg (Venus Williams,4 en Roberta Vinci,6). In de drie daarop volgende maanden bereikte zij evenzovele finales zonder de titel te kunnen pakken: in Acapulco, Stuttgart en Madrid. In oktober 2017 kwam zij voor het eerst binnen in de top tien van de wereldranglijst in het enkelspel.
In 2018 won zij al meteen haar tweede grandslamtitel, op het Australian Open, met de Hongaarse Tímea Babos aan haar zijde. Na het winnen van de dubbelspeltitel op Roland Garros 2019 (ook nu samen met Babos) steeg Mladenovic naar de eerste plaats op de wereldranglijst in het dubbelspel. In november 2019 won Mladenovic met Babos de dubbelspeltitel op het eindejaarskampioenschap. In 2020 won zij met Babos opnieuw het Australian Open.
In 2021 bereikte zij, samen met de Tsjechische Markéta Vondroušová, de finale van het WTA 1000-toernooi van Rome – hierdoor veroverde zij opnieuw de toppositie van de wereldranglijst in het dubbelspel voor een periode van vier weken.
Mladenovic begon 2022 met het winnen van haar derde grandslamtitel in het gemengd dubbelspel, op het Australian Open, samen met de Kroaat Ivan Dodig. Enkele maanden later werd zij samen met Caroline Garcia via een wildcard uitgenodigd voor Roland Garros, waar de dames hun oude ritme snel hervonden: zij wisten door te dringen tot de finale die zij, na een verloren eerste set, uiteindelijk wisten te winnen van hun Amerikaanse tegenstandsters Cori Gauff en Jessica Pegula. Dit was Mladenovic' zesde grandslamtitel in het vrouwendubbelspel. In het verdere jaarverloop volgden nog drie WTA-titels, op de dubbelspeltoernooien van Lausanne (met de Servische Olga Danilović), Seoel (met de Belgische Yanina Wickmayer) en Monastir (met de Tsjechische Kateřina Siniaková).

### Tennis in teamverband
In de periode 2012–2023 maakte Mladenovic deel uit van het Franse Fed Cup-team – zij behaalde daar een winst/verlies-balans van 27–11. In 2015 bereikten zij de halve finale van de Wereldgroep I – daarin verloren zij van de Tsjechische dames. Ook in 2016 bereikte het Franse team de halve finale – door een 3–2-winst op de Nederlandse ploeg gingen zij naar de finale, waar zij alsnog de titel moesten laten aan de Tsjechische titelverdedigsters. In 2019 wonnen zij de finale van de Australische dames.

## Posities op deWTA-ranglijst
Positie per einde seizoen:
| jaar | rang enkelspel | rang dubbelspel |
| ---- | -------------- | --------------- |
| 2008 | 1005           | –               |
| 2009 | 202            | 530             |
| 2010 | 354            | 270             |
| 2011 | 183            | 100             |
| 2012 | 76             | 28              |
| 2013 | 56             | 19              |
| 2014 | 81             | 17              |
| 2015 | 29             | 9               |
| 2016 | 42             | 2               |
| 2017 | 11             | 26              |
| 2018 | 44             | 3               |
| 2019 | 40             | 2               |
| 2020 | 49             | 3               |
| 2021 | 92             | 24              |
| 2022 | 112            | 18              |
| 2023 | 249            | 70              |
| 2024 | 199            | 26              |

## Palmares
| Legenda                 |
| ----------------------- |
| Grandslamtoernooi       |
| Olympische Spelen       |
| Year-End Championships  |
| Premier Mandatory       |
| Premier Five / WTA 1000 |
| Premier / WTA 500       |
| International / WTA 250 |
| Challenger / WTA 125    |

### Overwinningen op een regerend nummer 1
Mladenovic heeft tot op heden tweemaal een partij tegen een op dat ogenblik heersend leider van de wereldranglijst gewonnen (peildatum 10 november 2019):
| nr. | datum      | toernooi       | ronde        | tegenstandster | score         |         |
| --- | ---------- | -------------- | ------------ | -------------- | ------------- | ------- |
| 1.  | 2019-02-19 | WTA Dubai      | tweede ronde | Naomi Osaka    | 6-3, 6-3      | details |
| 2.  | 2019-11-10 | Fed Cup, Perth | finale       | Ashleigh Barty | 2-6, 6-4, 7-6 | details |

### WTA-finaleplaatsen enkelspel
| nr.              | finale     | toernooi            | ondergrond    | tegenstandster      | score         |         |
| ---------------- | ---------- | ------------------- | ------------- | ------------------- | ------------- | ------- |
| gewonnen finales |            |                     |               |                     |               |         |
| 1.               | 2012-11-04 | WTA Taipei          | tapijt (i)    | Chang Kai-chen      | 6-4, 6-3      | details |
| 2.               | 2017-02-05 | WTA Sint-Petersburg | hardcourt (i) | Joelija Poetintseva | 6-2, 6-7, 6-4 | details |
| verloren finales |            |                     |               |                     |               |         |
| 1.               | 2014-11-09 | WTA Limoges         | hardcourt (i) | Tereza Smitková     | 6-7, 5-7      | details |
| 2.               | 2015-05-23 | WTA Straatsburg     | gravel        | Samantha Stosur     | 6-3, 2-6, 3-6 | details |
| 3.               | 2016-06-12 | WTA Rosmalen        | gras          | Coco Vandeweghe     | 5-7, 5-7      | details |
| 4.               | 2016-10-16 | WTA Hongkong        | hardcourt     | Caroline Wozniacki  | 1-6, 7-6, 2-6 | details |
| 5.               | 2017-03-04 | WTA Acapulco        | hardcourt     | Lesja Tsoerenko     | 1-6, 5-7      | details |
| 6.               | 2017-04-30 | WTA Stuttgart       | gravel (i)    | Laura Siegemund     | 1-6, 6-2, 6-7 | details |
| 7.               | 2017-05-13 | WTA Madrid          | gravel        | Simona Halep        | 5-7, 7-6, 2-6 | details |
| 8.               | 2018-02-04 | WTA Sint-Petersburg | hardcourt (i) | Petra Kvitová       | 1-6, 2-6      | details |
| 9.               | 2021-12-26 | WTA Seoel           | hardcourt (i) | Zhu Lin             | 0-6, 4-6      | details |

### WTA-finaleplaatsen vrouwendubbelspel
| nr.              | finale     | toernooi           | ondergrond    | partner             | tegenstandsters                        | score            |         |
| ---------------- | ---------- | ------------------ | ------------- | ------------------- | -------------------------------------- | ---------------- | ------- |
| gewonnen finales |            |                    |               |                     |                                        |                  |         |
| 01.              | 2012-08-12 | WTA Montréal       | hardcourt     | Klaudia Jans        | Nadja Petrova Katarina Srebotnik       | 7-5, 2-6, [10-7] | details |
| 02.              | 2012-09-16 | WTA Québec         | hardcourt (i) | Tatjana Malek       | Alicja Rosolska Heather Watson         | 7-6, 6-7, [10-7] | details |
| 03.              | 2012-11-04 | WTA Taipei         | tapijt (i)    | Chan Hao-ching      | Chang Kai-chen Volha Havartsova        | 5-7, 6-2, [10-8] | details |
| 04.              | 2013-02-23 | WTA Memphis        | hardcourt (i) | Galina Voskobojeva  | Sofia Arvidsson Johanna Larsson        | 7-6, 6-3         | details |
| 05.              | 2013-04-07 | WTA Charleston     | gravel        | Lucie Šafářová      | Andrea Hlaváčková Liezel Huber         | 6-3, 7-6         | details |
| 06.              | 2013-05-04 | WTA Oeiras         | gravel        | Chan Hao-ching      | Darija Jurak Katalin Marosi            | 7-6, 6-2         | details |
| 07.              | 2013-07-14 | WTA Palermo        | gravel        | Katarzyna Piter     | Karolína Plíšková Kristýna Plíšková    | 6-1, 5-7, [10-8] | details |
| 08.              | 2013-10-13 | WTA Japan (Osaka)  | hardcourt     | Flavia Pennetta     | Samantha Stosur Zhang Shuai            | 6-4, 6-3         | details |
| 09.              | 2014-03-01 | WTA Acapulco       | hardcourt     | Galina Voskobojeva  | Petra Cetkovská Iveta Melzer           | 6-3, 2-6, [10-5] | details |
| 10.              | 2015-02-21 | WTA Dubai          | hardcourt     | Tímea Babos         | Garbiñe Muguruza Carla Suárez Navarro  | 6-3, 6-2         | details |
| 11.              | 2015-05-02 | WTA Marrakesh      | gravel        | Tímea Babos         | Laura Siegemund Maryna Zanevska        | 6-1, 7-6         | details |
| 12.              | 2015-05-17 | WTA Rome           | gravel        | Tímea Babos         | Martina Hingis Sania Mirza             | 6-4, 6-3         | details |
| 13.              | 2015-08-08 | WTA Washington     | hardcourt     | Belinda Bencic      | Lara Arruabarrena Andreja Klepač       | 7-5, 7-6         | details |
| 14.              | 2016-04-10 | WTA Charleston     | gravel        | Caroline Garcia     | Bethanie Mattek-Sands Lucie Šafářová   | 6-2, 7-5         | details |
| 15.              | 2016-04-24 | WTA Stuttgart      | gravel (i)    | Caroline Garcia     | Martina Hingis Sania Mirza             | 2-6, 6-1, [10-6] | details |
| 16.              | 2016-05-07 | WTA Madrid         | gravel        | Caroline Garcia     | Martina Hingis Sania Mirza             | 6-4, 6-4         | details |
| 17.              | 2016-06-05 | Roland Garros      | gravel        | Caroline Garcia     | Jekaterina Makarova Jelena Vesnina     | 6-3, 2-6, 6-4    | details |
| 18.              | 2018-01-26 | Australian Open    | hardcourt     | Tímea Babos         | Jekaterina Makarova Jelena Vesnina     | 6-4, 6-3         | details |
| 19.              | 2018-06-24 | WTA Birmingham     | gras          | Tímea Babos         | Elise Mertens Demi Schuurs             | 4-6, 6-3, [10-8] | details |
| 20.              | 2018-10-28 | WTA Finals         | hardcourt (i) | Tímea Babos         | Barbora Krejčíková Kateřina Siniaková  | 6-4, 7-5         | details |
| 21.              | 2019-04-28 | WTA Istanbul       | gravel        | Tímea Babos         | Alexa Guarachi Sabrina Santamaria      | 6-1, 6-0         | details |
| 22.              | 2019-06-09 | Roland Garros      | gravel        | Tímea Babos         | Duan Yingying Zheng Saisai             | 6-2, 6-3         | details |
| 23.              | 2019-11-03 | WTA Finals         | hardcourt (i) | Tímea Babos         | Hsieh Su-wei Barbora Strýcová          | 6-1, 6-3         | details |
| 24.              | 2020-01-31 | Australian Open    | hardcourt     | Tímea Babos         | Hsieh Su-wei Barbora Strýcová          | 6-2, 6-1         | details |
| 25.              | 2020-10-11 | Roland Garros      | gravel        | Tímea Babos         | Alexa Guarachi Desirae Krawczyk        | 6-4, 7-5         | details |
| 26.              | 2022-05-14 | WTA Parijs Clarins | gravel        | Beatriz Haddad Maia | Oksana Kalasjnikova Miyu Kato          | 5-7, 6-4, [10-4] | details |
| 27.              | 2022-06-05 | Roland Garros      | gravel        | Caroline Garcia     | Cori Gauff Jessica Pegula              | 2-6, 6-3, 6-2    | details |
| 28.              | 2022-07-17 | WTA Lausanne       | gravel        | Olga Danilović      | Ulrikke Eikeri Tamara Zidanšek         | walk-over        | details |
| 29.              | 2022-09-25 | WTA Seoel          | hardcourt     | Yanina Wickmayer    | Asia Muhammad Sabrina Santamaria       | 6-3, 6-2         | details |
| 30.              | 2022-10-09 | WTA Monastir       | hardcourt     | Kateřina Siniaková  | Miyu Kato Angela Kulikov               | 6-2, 6-0         | details |
| 31.              | 2024-11-09 | WTA Cali           | gravel        | Veronika Erjavec    | Tara Würth Katarina Zavatska           | 6-2, 7-6         | details |
| verloren finales |            |                    |               |                     |                                        |                  |         |
| 01.              | 2011-06-12 | WTA Kopenhagen     | hardcourt (i) | Katarzyna Piter     | Johanna Larsson Jasmin Wöhr            | 3-6, 3-6         | details |
| 02.              | 2013-04-28 | WTA Marrakesh      | gravel        | Petra Martić        | Tímea Babos Mandy Minella              | 3-6, 1-6         | details |
| 03.              | 2014-01-04 | WTA Brisbane       | hardcourt     | Galina Voskobojeva  | Alla Koedrjavtseva Anastasia Rodionova | 3-6, 1-6         | details |
| 04.              | 2014-02-02 | WTA Parijs         | hardcourt (i) | Tímea Babos         | Anna-Lena Grönefeld Květa Peschke      | 7-6, 4-6, [5-10] | details |
| 05.              | 2014-06-20 | WTA Rosmalen       | gras          | Michaëlla Krajicek  | Marina Erakovic Arantxa Parra Santonja | 6-0, 6-7, [8-10] | details |
| 06.              | 2014-07-05 | Wimbledon          | gras          | Tímea Babos         | Sara Errani Roberta Vinci              | 1-6, 3-6         | details |
| 07.              | 2014-08-17 | WTA Cincinnati     | hardcourt     | Tímea Babos         | Raquel Kops-Jones Abigail Spears       | 1-6, 0-2, opg.   | details |
| 08.              | 2014-11-09 | WTA Limoges        | hardcourt (i) | Tímea Babos         | Kateřina Siniaková Renata Voráčová     | 6-2, 2-6, [5-10] | details |
| 09.              | 2016-01-15 | WTA Sydney         | hardcourt     | Caroline Garcia     | Martina Hingis Sania Mirza             | 6-1, 5-7, [5-10] | details |
| 10.              | 2016-02-20 | WTA Dubai          | hardcourt     | Caroline Garcia     | Chuang Chia-jung Darija Jurak          | 4-6, 4-6         | details |
| 11.              | 2016-09-11 | US Open            | hardcourt     | Caroline Garcia     | Bethanie Mattek-Sands Lucie Šafářová   | 6-2, 6-7, 4-6    | details |
| 12.              | 2016-10-09 | WTA Peking         | hardcourt     | Caroline Garcia     | Bethanie Mattek-Sands Lucie Šafářová   | 4-6, 4-6         | details |
| 13.              | 2018-05-12 | WTA Madrid         | hardcourt     | Tímea Babos         | Jekaterina Makarova Jelena Vesnina     | 6-2, 4-6, [8-10] | details |
| 14.              | 2018-09-09 | US Open            | hardcourt     | Tímea Babos         | Ashleigh Barty Coco Vandeweghe         | 6-3, 6-7, 6-7    | details |
| 15.              | 2019-01-25 | Australian Open    | hardcourt     | Tímea Babos         | Samantha Stosur Zhang Shuai            | 3-6, 4-6         | details |
| 16.              | 2021-05-16 | WTA Rome           | gravel        | Markéta Vondroušová | Sharon Fichman Giuliana Olmos          | 6-4, 5-7, [5-10] | details |
| 17.              | 2024-01-12 | WTA Adelaide       | hardcourt     | Caroline Garcia     | Beatriz Haddad Maia Taylor Townsend    | 5-7, 3-6         | details |
| 18.              | 2024-04-20 | WTA Oeiras         | gravel        | Harriet Dart        | Francisca Jorge Matilde Jorge          | 0-6, 4-6         | details |
| 19.              | 2024-09-06 | US Open            | hardcourt     | Zhang Shuai         | Ljoedmyla Kitsjenok Jeļena Ostapenko   | 4-6, 3-6         | details |
| 20.              | 2024-11-22 | WTA Colina         | gravel        | Léolia Jeanjean     | Mayar Sherif Nina Stojanović           | forfait          | details |
| 21.              | 2025-02-08 | WTA Abu Dhabi      | hardcourt     | Zhang Shuai         | Jeļena Ostapenko Ellen Perez           | 2-6, 1-6         | details |

### Finaleplaatsen gemengd dubbelspel
| nr.              | finale     | toernooi        | ondergrond    | partner         | tegenstanders                   | score            |         |
| ---------------- | ---------- | --------------- | ------------- | --------------- | ------------------------------- | ---------------- | ------- |
| gewonnen finales |            |                 |               |                 |                                 |                  |         |
| 1.               | 2013-07-07 | Wimbledon       | gras          | Daniel Nestor   | Lisa Raymond Bruno Soares       | 5-7, 6-2, 8-6    | details |
| 2.               | 2014-01-26 | Australian Open | hardcourt     | Daniel Nestor   | Sania Mirza Horia Tecău         | 6-3, 6-2         | details |
| 3.               | 2017-01-07 | Hopman Cup      | hardcourt (i) | Richard Gasquet | Coco Vandeweghe Jack Sock       | 2–1              | details |
| 4.               | 2022-01-28 | Australian Open | hardcourt     | Ivan Dodig      | Jaimee Fourlis Jason Kubler     | 6-3, 6-4         | details |
| verloren finales |            |                 |               |                 |                                 |                  |         |
| 1.               | 2013-06-06 | Roland Garros   | gravel        | Daniel Nestor   | Lucie Hradecká František Čermák | 6-1, 4-6, [6-10] | details |
| 2.               | 2015-02-01 | Australian Open | hardcourt     | Daniel Nestor   | Martina Hingis Leander Paes     | 4-6, 3-6         | details |

### Gewonnen ITF-toernooien enkelspel
| nr. | finale     | toernooi  | dotatie  | ondergrond | tegenstandster in finale | score         |
| --- | ---------- | --------- | -------- | ---------- | ------------------------ | ------------- |
| 1.  | 2011-02-06 | Sutton    | $ 25.000 | hardcourt  | Mona Barthel             | 6-3, 1-6, 6-2 |
| 2.  | 2011-02-13 | Stockholm | $ 25.000 | hardcourt  | Arantxa Rus              | 6-3, 6-4      |
| 3.  | 2011-06-19 | Padua     | $ 25.000 | gravel     | Karin Knapp              | 3-6, 6-4, 6-0 |
| 4.  | 2011-12-24 | Ankara    | $ 50.000 | hardcourt  | Valerija Savinych        | 7-5, 5-7, 6-1 |
|     |            |           |          |            |                          |               |
| 5.  | 2022-06-12 | Caserta   | $ 60.000 | gravel     | Camilla Rosatello        | 6-4, 4-6, 7-6 |
| 6.  | 2022-10-16 | Monastir  | $ 60.000 | hardcourt  | Tamara Zidanšek          | 6-1, 3-6, 7-5 |

### Gewonnen ITF-toernooien dubbelspel
| nr. | finale     | toernooi         | dotatie   | ondergrond    | partner                | tegenstandsters in finale           | score            |
| --- | ---------- | ---------------- | --------- | ------------- | ---------------------- | ----------------------------------- | ---------------- |
| 01. | 2009-04-10 | San Severo       | $ 10.000  | gravel        | Marlot Meddens         | Anastasia Grymalska Lara Meccico    | 7-6, 6-0         |
| 02. | 2011-04-16 | Casablanca       | $ 25.000  | gravel        | Sandra Klemenschits    | Magda Linette Katarzyna Piter       | 6-3, 3-6, [10-8] |
| 03. | 2011-06-17 | Padua            | $ 25.000  | gravel        | Katarzyna Piter        | Iryna Boerjatsjok Réka Luca Jani    | 6-4, 6-3         |
| 04. | 2011-10-22 | Glasgow          | $ 25.000  | hardcourt (i) | Emma Laine             | Yvonne Meusburger Stephanie Vogt    | 6-2, 6-4         |
| 05. | 2011-11-06 | Nantes           | $ 50.000  | hardcourt (i) | Stéphanie Foretz-Gacon | Julie Coin Eva Hrdinová             | 6-0, 6-4         |
| 06. | 2011-11-12 | Opole            | $ 25.000  | tapijt (i)    | Naomi Broady           | Paula Kania Magda Linette           | 7-6, 6-4         |
| 07. | 2011-11-20 | Bratislava       | $ 25.000  | hardcourt (i) | Naomi Broady           | Karolína Plíšková Kristýna Plíšková | 5-7, 6-4, [10-2] |
|     |            |                  |           |               |                        |                                     |                  |
| 08. | 2022-12-11 | Dubai            | $ 100.000 | hardcourt     | Tímea Babos            | Kateryna Volodko Magdalena Fręch    | 6-1, 6-3         |
| 09. | 2023-07-09 | Den Haag         | $ 40.000  | gravel        | Arantxa Rus            | Jasmijn Gimbrère Isabelle Haverlag  | 6-4, 6-0         |
| 10. | 2023-10-22 | Shenzhen         | $ 100.000 | hardcourt     | Moyuka Uchijima        | Tímea Babos Kateryna Volodko        | 6-3, 7-5         |
| 11. | 2024-03-17 | Alaminos-Larnaca | $ 35.000  | gravel        | Tena Lukas             | Francesca Curmi Cristina Dinu       | 6-4, 7-5         |
| 12. | 2024-06-23 | Ilkley           | $ 100.000 | gras          | Elena Gabriela Ruse    | Quinn Gleason Tang Qianhui          | 6-2, 6-2         |

### Gewonnen juniorentoernooien enkelspel
| nr. | finale     | toernooi      | categorie | tegenstandster in finale | score         |
| --- | ---------- | ------------- | --------- | ------------------------ | ------------- |
| 1.  | 2007-03-24 | Sfax          | 3         | Zuzana Linhová           | 6-4, 4-6, 6-2 |
| 2.  | 2007-07-22 | Plzen         | 3         | Tereza Bekerová          | 3-6, 6-2, 6-0 |
| 3.  | 2008-06-21 | Halle         | 2         | Zarina Diyas             | 6-7, 6-2, 6-4 |
| 4.  | 2009-06-07 | Roland Garros | A         | Darja Gavrilova          | 6-3, 6-2      |
| 5.  | 2009-06-26 | Roehampton    | 1         | Olivia Rogowska          | 7-6, 6-2      |
| 6.  | 2009-10-25 | Osaka         | A         | Tímea Babos              | 7-6, 6-3      |

### Gewonnen juniorentoernooien dubbelspel
| nr. | finale     | toernooi         | categorie | partner         | tegenstandsters                       | score    |
| --- | ---------- | ---------------- | --------- | --------------- | ------------------------------------- | -------- |
| 1.  | 2008-03-23 | Porto Alegre     | A         | Maryna Zanevska | Alexandra Damaschin Bojana Jovanovski | 6-4, 6-0 |
| 2.  | 2008-04-26 | Beaulieu-sur-Mer | 1         | Amandine Hesse  | Cindy Chala Valerija Savinych         | 7-5, 6-4 |
| 3.  | 2008-10-12 | Osaka            | A         | Tímea Babos     | Miyabi Inoue Aki Yamasoto             | 7-6, 7-6 |
| 4.  | 2009-01-14 | Traralgon        | 1         | Silvia Njirić   | Martina Borecká Martina Kubičíková    | 6-4, 6-3 |
| 5.  | 2009-03-29 | Porto Alegre     | A         | Silvia Njirić   | Nataliya Pintusova Chantal Škamlová   | 6-1, 7-6 |
| 6.  | 2009-07-27 | Villach          | B1        | Jessica Ginier  | Tímea Babos Zsófia Susányi            | 6-2, 6-1 |
| 7.  | 2009-10-25 | Osaka            | A         | Tímea Babos     | Mai Grage Zheng Saisai                | 6-2, 7-5 |

## Resultaten grote toernooien
| Legenda | Legenda                          |
| ------- | -------------------------------- |
| g.t.    | geen toernooi gehouden           |
| l.c.    | lagere categorie                 |
| –       | niet deelgenomen                 |
| G       | uitgeschakeld in de groepsfase   |
| 1R      | uitgeschakeld in de eerste ronde |
| 2R      | uitgeschakeld in de tweede ronde |
| 3R      | uitgeschakeld in de derde ronde  |
| 4R      | uitgeschakeld in de vierde ronde |
| KF      | uitgeschakeld in de kwartfinale  |
| HF      | uitgeschakeld in de halve finale |
| F       | de finale verloren               |
| W       | het toernooi gewonnen            |
| w-v     | winst/verlies-balans             |

### Enkelspel
| toernooi            | 2009 | 2010 | 2011 | 2012 | 2013 | 2014 | 2015 | 2016 | 2017 | 2018 | 2019 | 2020 | 2021 | 2022 | 2023 | 2024 |
| ------------------- | ---- | ---- | ---- | ---- | ---- | ---- | ---- | ---- | ---- | ---- | ---- | ---- | ---- | ---- | ---- | ---- |
| grandslamtoernooien |      |      |      |      |      |      |      |      |      |      |      |      |      |      |      |      |
| Australian Open     | 1R   | –    | –    | –    | 2R   | 1R   | 2R   | 3R   | 1R   | 1R   | 1R   | 1R   | 3R   | 1R   | –    | –    |
| Roland Garros       | 1R   | 1R   | 1R   | 1R   | 2R   | 3R   | 3R   | 3R   | KF   | 1R   | 2R   | 1R   | 2R   | 1R   | 1R   | 1R   |
| Wimbledon           | –    | –    | –    | 1R   | 1R   | 1R   | 3R   | 1R   | 2R   | 3R   | 2R   | g.t. | 1R   | 1R   | –    | –    |
| US Open             | 1R   | –    | –    | 3R   | 2R   | 1R   | KF   | 2R   | 1R   | 2R   | 2R   | 2R   | 1R   | –    | –    | –    |
| Premier Mandatory   |      |      |      |      |      |      |      |      |      |      |      |      |      |      |      |      |
| Indian Wells        | –    | –    | –    | –    | 1R   | 2R   | 1R   | 2R   | HF   | 3R   | 2R   | g.t. | –    | –    | –    | –    |
| Miami               | –    | –    | –    | –    | 2R   | 1R   | 3R   | 2R   | 2R   | 2R   | 1R   | g.t. | 1R   | –    | –    | –    |
| Madrid              | –    | –    | –    | –    | 2R   | 1R   | –    | 1R   | F    | 3R   | 2R   | g.t. | 1R   | –    | –    | –    |
| Peking              | –    | –    | –    | –    | –    | 1R   | 1R   | 1R   | 2R   | 1R   | 2R   | g.t. | g.t. | g.t. | –    | –    |
| Premier Five        |      |      |      |      |      |      |      |      |      |      |      |      |      |      |      |      |
| Dubai/Doha          | –    | –    | –    | –    | –    | 1R   | –    | 1R   | 3R   | 2R   | 3R   | 1R   | 2R   | –    | –    | –    |
| Rome                | –    | –    | –    | –    | 1R   | –    | 2R   | 1R   | 1R   | 1R   | KF   | –    | 2R   | –    | –    | –    |
| Montréal/Toronto    | –    | –    | –    | –    | 1R   | –    | 1R   | 1R   | 1R   | 1R   | 1R   | g.t. | –    | –    | –    | –    |
| Cincinnati          | –    | –    | –    | –    | 1R   | –    | 2R   | 2R   | 1R   | 3R   | –    | 2R   | –    | –    | –    | –    |
| Tokio/Wuhan         | –    | –    | –    | –    | 3R   | –    | 3R   | 2R   | 1R   | 1R   | 1R   | g.t. | g.t. | g.t. | g.t. | –    |
| olympisch           |      |      |      |      |      |      |      |      |      |      |      |      |      |      |      |      |
| Olympische Spelen   | g.t. | g.t. | g.t. | –    | g.t. | g.t. | g.t. | 2R   | g.t. | g.t. | g.t. | g.t. | 1R   | g.t. | g.t. | –    |
| statistieken        |      |      |      |      |      |      |      |      |      |      |      |      |      |      |      |      |
| titels per jaar     | 0    | 0    | 0    | 1    | 0    | 0    | 0    | 0    | 1    | 0    | 0    | 0    | 0    | 0    | 0    | 0    |
| eindejaarsranking   | 202  | 354  | 183  | 76   | 56   | 81   | 29   | 42   | 11   | 44   | 40   | 49   | 92   | 112  | 249  | 199  |

### Vrouwendubbelspel

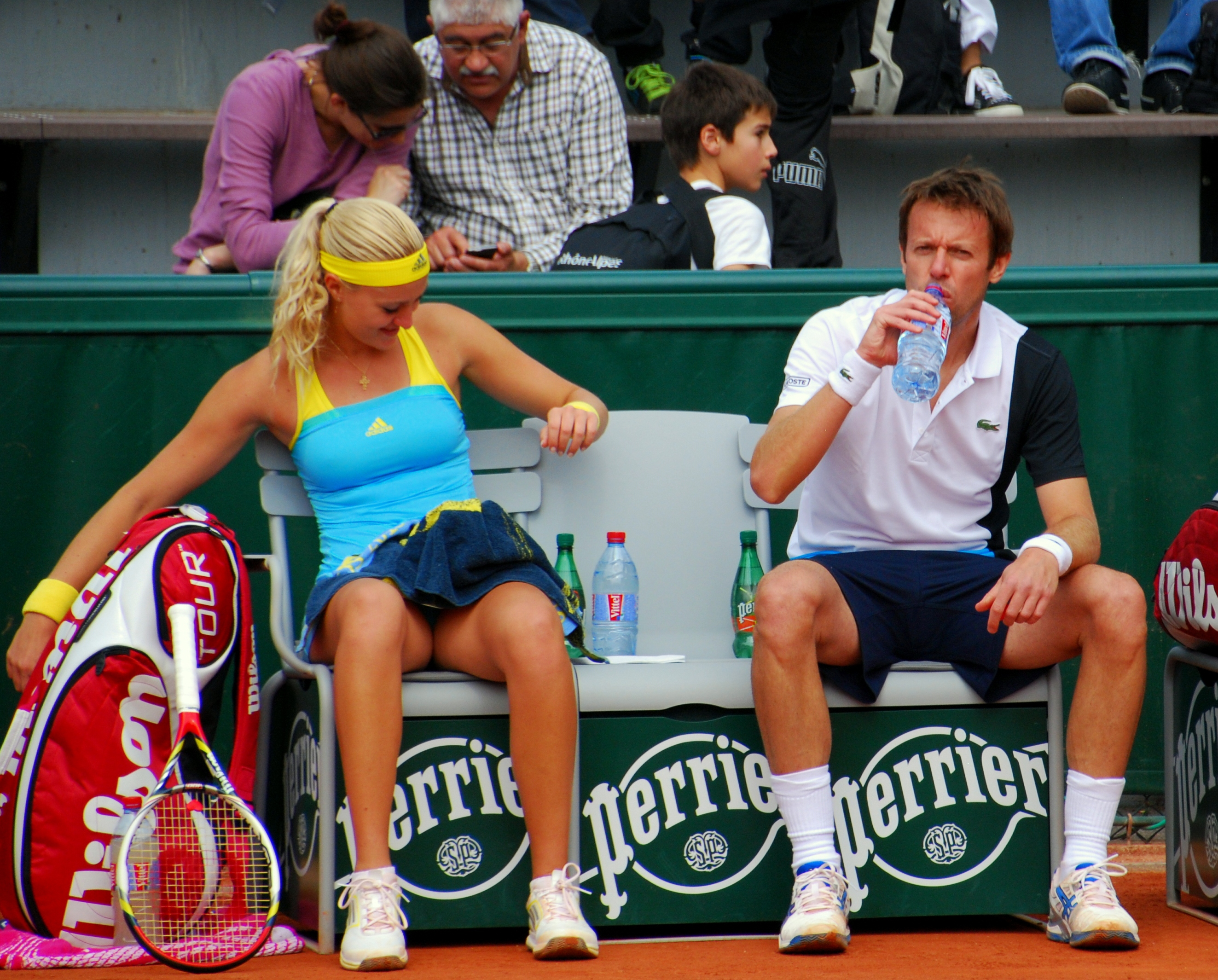
Kristina Mladenovic en Daniel Nestor
Roland Garros 2013 (verloren finale)

| toernooi            | 2008 | 2009 | 2010 | 2011 | 2012 | 2013 | 2014 | 2015 | 2016 | 2017 | 2018 | 2019 | 2020 | 2021 | 2022 | 2023 | 2024 | 2025 |
| ------------------- | ---- | ---- | ---- | ---- | ---- | ---- | ---- | ---- | ---- | ---- | ---- | ---- | ---- | ---- | ---- | ---- | ---- | ---- |
| grandslamtoernooien |      |      |      |      |      |      |      |      |      |      |      |      |      |      |      |      |      |      |
| Australian Open     | –    | –    | –    | –    | 3R   | 1R   | 2R   | 2R   | 3R   | HF   | W    | F    | W    | –    | 2R   | 2R   | KF   | KF   |
| Roland Garros       | 1R   | 1R   | 1R   | 2R   | 2R   | KF   | 3R   | 2R   | W    | 3R   | KF   | W    | W    | –    | W    | 2R   | –    |      |
| Wimbledon           | –    | –    | –    | –    | 2R   | 2R   | F    | HF   | KF   | KF   | KF   | HF   | g.t. | 1R   | –    | –    | 3R   |      |
| US Open             | –    | –    | –    | –    | 2R   | 3R   | 1R   | 3R   | F    | 3R   | F    | KF   | 2R   | –    | KF   | –    | F    |      |
| WTA 1000            |      |      |      |      |      |      |      |      |      |      |      |      |      |      |      |      |      |      |
| Indian Wells        | –    | –    | –    | –    | 1R   | 1R   | 2R   | 1R   | –    | KF   | HF   | 1R   | g.t. | –    | –    | –    | –    |      |
| Miami               | –    | –    | –    | –    | –    | 1R   | 1R   | HF   | 1R   | KF   | 1R   | 1R   | g.t. | –    | –    | 1R   | –    |      |
| Madrid              | l.c. | –    | –    | –    | –    | HF   | 1R   | HF   | W    | 1R   | F    | –    | g.t. | –    | –    | –    | –    |      |
| Peking              | l.c. | –    | –    | –    | –    | KF   | HF   | KF   | F    | –    | KF   | KF   | g.t. | g.t. | g.t. | 2R   | –    |      |
| Dubai/Doha          | –    | –    | –    | –    | KF   | –    | 1R   | W    | 2R   | KF   | KF   | 2R   | HF   | –    | –    | 2R   | KF   |      |
| Rome                | –    | –    | –    | –    | –    | 2R   | 2R   | W    | KF   | 1R   | KF   | –    | –    | F    | –    | –    | –    |      |
| Montréal/Toronto    | –    | –    | –    | –    | W    | 1R   | 1R   | HF   | KF   | 1R   | KF   | –    | g.t. | –    | –    | –    | KF   |      |
| Cincinnati          | l.c. | –    | –    | –    | –    | 1R   | F    | KF   | 2R   | 2R   | KF   | KF   | –    | –    | –    | –    | –    |      |
| Tokio/Wuhan         | –    | –    | –    | –    | –    | 1R   | 2R   | 2R   | 2R   | –    | KF   | –    | g.t. | g.t. | g.t. | g.t. | –    |      |
| olympisch           |      |      |      |      |      |      |      |      |      |      |      |      |      |      |      |      |      |      |
| Olympische Spelen   | –    | g.t. | g.t. | g.t. | 1R   | g.t. | g.t. | g.t. | 1R   | g.t. | g.t. | g.t. | g.t. | 1R   | g.t. | g.t. | –    |      |

### Gemengd dubbelspel
| Australian Open | –  | –  | W  | F  | –  | –  | 2R | W  | 2R | 1R |
| Roland Garros   | 1R | F  | KF | 2R | HF | 2R | –  | –  | –  |    |
| Wimbledon       | –  | W  | HF | KF | –  | –  | –  | –  | –  |    |
| US Open         | –  | HF | 1R | –  | –  | –  | –  | 1R | –  |    |